# يعقوب عبد اللطيف
يعقوب عبد اللطيف (1 فبراير 1918 في كلاغ - 1985) هو سياسي ماليزيا، كان عمدة كوالالمبور الثاني، حيث تولى منصبه في الفترة ما بين 1 يوليو 1972 وحتى 31 أكتوبر 1980.

## جوائز مستلمة
- مالايا:
  -  عضو في وسام المدافع عن المملكة (JMN) (1958)[1]
- ماليزيا:
  -  وسام نيشان تاج ماليزيا (PSM) (1966)[2]
- سلاغور:
  -  فارس القائد الأكبر لوسام تاج سيلانجور (SPMS) (1975)[3]